# 銀河英雄伝説 (ゲーム)
『銀河英雄伝説』（ぎんがえいゆうでんせつ）では、田中芳樹の小説『銀河英雄伝説』を原作としたゲームソフトとボードゲーム、パチンコについて記述する。

## コンピューターゲーム

### パソコン版

#### ボーステック版
ボーステックよりウォー・シミュレーションゲームがシリーズ化され、パソコン版を中心に多数発売された。
銀河英雄伝説 VII の発売に際し、版権トラブルでらいとすたっふとボーステックの契約が解除されており、そのためボーステックの銀河英雄伝説シリーズは今後、販売不能になった。
また、PROJECT EGG設立時期に配信ラインナップにも多数配信されていたが前述の理由で短い期間で配信中止となった。尚(★)マークはEGGにて配信されていたタイトル。
銀河英雄伝説
- リリース＝1989年（X68000版は1990年）
- 対応機種＝PC9801E/F/VF/M/VM/VX/RX/RA/XL/DO/U/UV/UX/CV/LV/PC-286/PC-8801(★)/X68000/MSX2(★)
- メディア＝フロッピーディスク5'2HD/3.5'2HD(PC9801)
- 必要環境＝RAM384Kb以上/フロッピーディスク2ドライブ(PC9801)
- BGM/SE＝FM音源(PC9801)/FM音源+ADPCM(X68000)

パソコン版ゲーム第一作。プレイヤーはラインハルトの役になり、帝国軍の艦隊を指揮して同盟領に侵攻する。文字記号で編成された艦隊に戦闘/移動/補給などを命令して5本のシナリオを順次クリアする形式。
銀河英雄伝説・パワーアップ&シナリオ集
- リリース＝1989年
- 対応機種＝PC9801E/F/VF/M/VM/VX/RX/RA/XL/DO/U/UV/UX/CV/LV/PC-286/PC-8801/X68000/MSX2(★)
- メディア＝フロッピーディスク5'2HD/3.5'2HD(PC9801)
- 必要環境＝RAM384Kb以上/フロッピーディスク2ドライブ(PC9801)

上記のゲーム第一作の追加シナリオ及び拡張プログラム。シミュレーションのシステムが改善され、使用ユニットやフォーメーションが増加した。また、プレイヤーがヤンの役を選ぶ事が可能になった（ただしヤンを選んだ場合は、シナリオで勝利しても戦略的に勝つ事が出来ない）。シナリオが10本に増え、副官専任だったキルヒアイスが提督として出動出来る様になった。
銀河英雄伝説 II
- リリース＝1990年
- 対応機種＝PC9801VM以降/UV以降/PC-286/PC-386/X68000/PC-8801(★)/MSX2(★)
- メディア＝フロッピーディスク5'2HD/3.5'2HD
- 必要環境＝RAM640Kb以上/フロッピーディスク2ドライブ
- BGM/SE＝FM音源/MIDI（対応音源＝ローランドMT-32/CM-32L/CM-64）

パソコン版ゲーム第2作。システムの基本部分は第一作と同等。任意に選べる5本のシナリオ+連続してシナリオをクリアするキャンペーン・モードを選んで戦闘に勝利する事がクリアの条件。なお、BGM は全てオリジナル曲が使用されている。
銀河英雄伝説 II DX
- リリース＝1990年
- 対応機種＝PC9801VM以降/UV以降/PC-286/PC-386/X68000/MSX2(★)/FM-TOWNS
- メディア＝フロッピーディスク5'2HD/3.5'2HD/CD-ROM
- 必要環境＝RAM640Kb以上/フロッピーディスク2ドライブ
- BGM/SE＝FM音源/MIDI（対応音源＝ローランドMT-32/CM-32L/CM-64）

上記のゲーム第一作のシナリオ/プログラム拡張版。BGM にクラシック音楽が追加収録された。
銀河英雄伝説 III
- リリース＝1993年
- 対応機種＝PC9801VM以降/UV以降/PC-286/PC-386/X68000
- メディア＝フロッピーディスク5'2HD/3.5'2HD
- 必要環境＝RAM640Kb以上/フロッピーディスク2ドライブ/16色ボード/HD使用可
- BGM/SE＝FM音源/MIDI（対応音源＝ローランドMT-32/CM-32L/CM-64）

パソコン版ゲーム第3作。ゲーム・システムが、従来のシナリオ・クリア型から陣取り型に変更。帝国・同盟全体のマップが用意され、プレイヤーの意志決定でその中を自由に侵攻していくものとなった。また、戦闘に加え、各星域の支持率や経済(軍需産業)の発展という要素が加わった。
銀河英雄伝説 III SP
- リリース＝1993年（DOS/V版は1994年）
- 対応機種＝PC9801VM以降/UV以降/PC-286/PC-386/DOS/V/FM-TOWNS/Windows 95
- メディア＝フロッピーディスク5'2HD/3.5'2HD/CD-ROM
- 必要環境＝RAM640Kb以上/フロッピーディスク2ドライブ/16色ボード/HD使用可
- BGM/SE＝FM音源/MIDI（対応音源＝ローランドMT-32/CM-32L/CM-64）

上記のゲーム第3作のシナリオ/プログラム拡張版。要塞砲の発射・ビームの射程制限などのシステム変更も加えられた。
銀河英雄伝説 IV
- リリース＝1994年
- 対応機種＝PC9801VX以降/UX以降/PC-9821（ノーマルモード）PC-286/PC-386/PC-486
- メディア＝フロッピーディスク5'2HD/3.5'2HD/CD-ROM
- 必要環境＝CPU80286以降（V30不可）/RAM640Kb以上/フロッピーディスク1ドライブ/16色ボード/HD（空き領域20Mb以上）
- BGM/SE＝FM音源/MIDI（対応音源＝ローランドMT-32/CM-32L/CM-64/SC-33/SC-55/Mk-II/CM300/500）

パソコン版ゲーム第4作。システムの基本部分は第3作を発展/拡大させたものだが、任意の提督を選びその立場でゲームを進める形式になった。戦略モードと戦術モード（+戦闘モード）で1ターン（3日）という流れである。
少将以上の階級の人物を選ぶことができ、フリードリヒ4世、トリューニヒト（最高評議会という扱い）以外はほぼプレイ可能になっている。選んだ提督の能力や地位・タイミングによって、可能な命令或いは受諾される上申内容が異なる。人間関係という要素が盛り込まれており、同内容の会話にもバリエーションが多々ある。特に戦略モードが充実し、提案工作を行なったりクーデターを起こすことが可能。一方艦隊を戦略レベルで移動させるには、宇宙艦隊司令長官の命令が必要になる。またプレイヤーの死亡、首都の占領、両陣営の最高司令官（または宰相・評議会）の戦死がゲームオーバーの条件であり、故にシナリオはバーミリオン星域会戦時点までしか用意されていない。
銀河英雄伝説 IV EXkit
- リリース＝1994年
- 対応機種＝PC9801VX以降/UX以降/PC-9821（ノーマルモード）PC-286/PC-386/PC-486
- メディア＝フロッピーディスク5'2HD/3.5'2HD/CD-ROM
- 必要環境＝CPU80286以降（V30不可）/RAM640Kb以上/フロッピーディスク1ドライブ/16色ボード/HD（空き領域20Mb以上）
- BGM/SE＝FM音源/MIDI（対応音源＝ローランドMT-32/CM-32L/CM-64/SC-33/SC-55/Mk-II/CM300/500）

上記のゲーム第4作のシナリオ/プログラムを拡張する為のキット・プログラム。クーデター時、叛乱軍・正規軍に自軍が分かれる内戦が発生するようになり、リップシュタット戦役・同盟クーデターをゲーム内で実現するなどした。
銀河英雄伝説 IV EXset
- リリース＝1994年

銀河英雄伝説 IV と銀河英雄伝説 IV EXkit がセットになったパッケージ。
銀河英雄伝説 IV EX
- リリース＝1997年（1996年という説あり）
- 対応機種＝Windows 98/95
- メディア＝CD-ROM
- 必要環境＝Pentium75Mhz以上/メモリ16Mb以上/画面800×600ドット・256色以上/空きHD15Mb以上/CD-ROMドライブ2倍速以上
- BGM＝MIDI（対応音源＝LA音源/GS音源）

EXset の Windows 移植版。発売は NEC インターチャネル株式会社。廉価版ソフトとして税別1980円で発売された。
銀河英雄伝説 V
- リリース＝1998年
- 対応機種＝Windows 95/NT4.0
- メディア＝CD-ROM
- 必要環境＝Pentium90Mhz以上/メモリ16Mb以上/画面640×480ドット・要16ビットカラー/空きHD30Mb以上/CD-ROMドライブ2倍速以上
- BGM＝MIDI（対応音源＝LA音源/GS音源）

パソコン版ゲーム第5作。開発機種より PC-9801 が外され、 Windows のみとなった。戦術モードのみのゲーム。それぞれの陣営で、全ての艦隊を指揮する。システムはシナリオ・クリア型の銀河英雄伝説IIに近いが、勝利条件によりシナリオ分岐が発生し、原作と異なる展開も可能。
銀河英雄伝説 V-grandアップグレードキット
- リリース＝1998年
- 対応機種＝Windows 95/NT4.0
- メディア＝CD-ROM
- 必要環境＝Pentium90Mhz以上/メモリ16Mb以上/画面640×480ドット・要16ビットカラー/空きHD30Mb以上/CD-ROMドライブ2倍速以上
- BGM＝MIDI（対応音源＝LA音源/GS音源）
- 上記のゲーム第5作のプログラムを拡張する為のキット・プログラム。

銀河英雄伝説 V-grand
- リリース＝1998年
- 対応機種＝Windows 95/NT4.0
- メディア＝CD-ROM
- 必要環境＝Pentium90Mhz以上/メモリ16Mb以上/画面640×480ドット・要16ビットカラー/空きHD30Mb以上/CD-ROMドライブ2倍速以上

銀河英雄伝説 V と銀河英雄伝説 V-grand アップグレードキットがセットになったパッケージ。
銀河英雄伝説 VI
- リリース＝2000年
- 対応機種＝Windows 95/98
- メディア＝CD-ROM
- 必要環境＝Pentium166Mhz以上/メモリ64Mb以上/画面800×600ドット・要16ビットカラー/DirectX6.1以降/空きHD400Mb以上/CD-ROMドライブ4倍速以上
- BGM＝CD-DA

1艦隊以上の艦隊を率いる形でプレイする、戦術モードのみのゲーム。ネット対戦も行なうことができた（現在は不能）。複数のバージョンが存在し、選択できるシナリオ数は ROM のバージョンによって異なる。初期のバージョンではただし、シナリオはアスターテ星域会戦・アムリッツァ星域会戦、バーミリオン星域会戦の三種のみである。なお下記の SG を組み込むことによって、後期バージョンで追加されたシナリオが補完される。
BGM には著名な演奏家（カラヤン、サヴァリッシュなど）によるクラシックを組み込んでおり、非常に美しい。ただし多くはアニメ中で用いられていない曲である（ワーグナー「ローエングリン」、ヴェルディ「アイーダ」など）。さらに戦闘シーンが3Dになり、よりリアリティを増した。
銀河英雄伝説 VI SG
ネットワーク対戦時に限り、各シナリオに登場する提督をある程度変更できるようにする「シナリオジェネレーター」キット・プログラム。上記 VI の初期のバージョンも、このキットを組み込むことでシナリオ数が増える。SG キットを組み込んだ上記 VI では新たに、アムリッツァ前哨戦、リップシュタット戦役の第一次ガイエスブルク会戦、回廊の戦い、前哨戦、第二次ランテマリオ会戦のシナリオが選択可能になる。原作に準拠した登場人物だけでなく、架空の設定バージョンもある（ロイエンタールの叛乱にイゼルローン共和政府が与するなど）。
銀河英雄伝説 VS
- リリース＝2003年03月27日
- 対応機種＝Windows 98/Me/2000/XP
- メディア＝CD-ROM

他作品の「外伝」という位置付けのもと、戦艦の艦長・戦闘機パイロットという別視点から戦闘に参加するシミュレーションシューティングゲーム。
銀河英雄伝説VII
- リリース＝2004年05月14日
- 対応機種＝Windows 2000/XP
- メディア＝CD-ROM

シリーズ初の大人数ネットワーク RPG (MMORPG) を掲げて販売されたが、2005年4月に本作の版権を管理している「らいとすたっふ」とボーステックの版権許諾契約が解除されたのを理由にサービスが中止された。らいとすたっふ側のコメントによると「ボーステック側が無断で商標を登録しようとしたり、外国企業に勝手に版権を許諾したとみられる行為を行なったりといった、契約違反もしくはライセンシーとしての信義にもとる行為」を行ったのが原因としている。なお、ゲームクライアント単体で遊ぶことは出来ない。

#### 廉価版
ULTRA2000 銀河英雄伝説 3 SP for Windows
- メーカー＝メディアカイト
- リリース＝
- 対応機種＝Windows 95/98/2000 Professional/2000 Server
- メディア＝CD-ROM
- 必要環境＝Pentium133Mhz以上/メモリ32Mb以上/画面640×480ドット・要16ビットカラー/CD-ROMドライブ4倍速以上/
- BGM＝MIDI（対応音源＝GM音源）

銀河英雄伝説 4 EX
- メーカー＝インターチャネル・ホロン
- リリース＝
- 対応機種＝Windows 95
- メディア＝CD-ROM
- 必要環境＝Pentium75Mhz以上/メモリ16Mb以上/画面800×600ドット・要256カラー/空きHD15Mb以上/CD-ROMドライブ4倍速以上/QuickTime 3.0.2以降/マウス、キーボードが必要
- BGM＝MIDI（対応音源＝GM音源）

Ultra2000 銀河英雄伝説 5 grand
- メーカー＝メディアカイト
- リリース＝2002年10月4日
- 対応機種＝Windows 95/98/Me/2000 Professional/Xp Home/Xp Professional/2000 Server
- メディア＝CD-ROM
- 必要環境＝Pentium133Mhz以上/メモリ32Mb以上/画面640×480ドット・HighColor以上/空きHD40Mb以上/OSに対応したビデオカード、サウンドカード、マウス、キーボードが必要
- BGM＝MIDI（対応音源＝GM音源）

Ultra2000 銀河英雄伝説 5 for Macintosh
- メーカー＝メディアカイト
- リリース＝2000年8月3日
- 対応機種＝Macintosh MacOS8.0
- メディア＝CD-ROM
- 必要環境＝PPC603e以上/メモリ10Mb以上/画面640x480ドット・32000色以上/空きHD60Mb以上/QuickTime 3.0.2以降/マウス、キーボードが必要

Great Series 銀河英雄伝説 6 SG
- メーカー＝メディアカイト
- リリース＝
- 対応機種＝Windows 95/98/Me
- メディア＝CD-ROM
- 必要環境＝Pentium MMX 233Mhz以上/メモリ64Mb以上/画面800×600ドット・要16ビットカラー/DirectX6.1以降、DirectDrawに対応したビデオカード/DirectSoundに対応した PCM 音源が再生可能な環境/CD-ROM ドライブ4倍速以上/インターネットに接続できる環境または TCP/IP を使用した LAN 環境/マウス、キーボードが必要

#### バンダイナムコゲームス版
- リリース＝2008年
- 対応機種＝Windows XP/Vista
- メディア＝DVD-ROM
- 最低動作環境＝IntelCore2DuoE6400 2.13Ghz/メモリ1GB以上/HDD空き容量2GB以上/画面1024×768以上/DirectX9.0c以上/DirectX9.0c以上に対応したサウンドカード/DVD-ROMドライブ/オンライン対戦時にインターネット環境必須

2008年10月16日、バンダイナムコゲームス（現・バンダイナムコエンターテインメント）発売。Windows専用のゲームソフト（発表は2006年10月。）。
開発は上記ボーステックのシリーズ同様マイクロビジョンが担当し、基本的に一人用のウォーシミュレーションゲームとして設計された。また発売日から1年間限定でオンライン対戦サービスを行った。2010年6月30日をもって、販売・問い合せ・サポートを終了。
プレイヤーが銀河帝国側・自由惑星同盟側のいずれかを選んで原作のストーリーを追いながら艦隊戦を戦う「キャンペーンモード」と自由に艦隊と指揮官を編成して遊ぶ「フリーバトル」、そしてインターネット対戦が主な内容となっている。
ボーステックから発売されていた過去のシリーズと比べてもさらに簡便なシステムとなっており、IVやVIで見られた艦隊を複数の艦種ユニットで構成するという形は引き継ぎつつも、ユニット状態は隻数ではなく抽象的な耐久ゲージで管理していたり、1艦隊に配備できるキャラクター数が艦隊司令・参謀・左翼指揮官・右翼指揮官の4名と少なく、かつ艦隊として選択可能な陣形はあらかじめそれら配属されたキャラクターが2つずつ所持しているものに限られるなど変更部分も多い。
戦術パートはリアルタイムSLGであり後述のSS・PS版の艦隊戦に近いが、IVやV等に存在した「激励」といった特殊行動が時間に比例して溜まるゲージを消費するタイプへと変更され、各キャラクターが一つずつ格闘ゲームの必殺技のように所有するスタイルになった。
その他、艦隊の分割やミサイル攻撃、擬装、索敵など従来のシリーズで見られたシステムは一通り引き継ぎつつも、OVAや劇場版などのグラフィックやムービーをふんだんに取り込んでいたり、全体としては手軽にプレイできる方向性を持っていることから、比較的ライトユーザー向けのゲームとしての色合いが濃い。
ストーリー部分に関しては戦術パートの合間にADVゲーム方式の会話やOVAのムービー、原作小説からの引用等が多用されるなど従来のシリーズと比較して表現が大幅に強化されており、まったく原作を知らないプレイヤーであっても一通りの流れを理解することが可能なほどになっている。
その一方で物語の流れは基本的に原作のまま固定されており、Vのように戦術パートで原作と大きく異なる結果を出しても反映されることがほとんどなく、特に自由惑星同盟側のプレイではそうしたIFの展開で一部のキャラクターを原作と異なり生存させても、それによってADVパートの会話内容やストーリーが変わるということが一切ない。
銀河帝国側でのプレイに限っては中盤に特定の条件を満たすことであるキャラクターを生存させることが可能だが、これもADV部分の会話が変わったり編成可能な指揮官にそのキャラクターが追加されるだけであり、あくまで大筋は原作のまま、発生する出来事や艦隊戦パートの内容もそれによって影響を受けることはない。エンディングではオリジナルの展開となる。
また、旧シリーズと比べ時代の経過もあって要求されるPCのスペックが飛躍的に向上している。オプションである程度軽い動作にすることが可能であり、事前に体験版やベンチマークテストが可能だったものの、当時としても比較的要求される数値が高かった。

### コンシューマーゲーム版

#### ファミリーコンピュータ版
銀河英雄伝説 わが征くは星の大海
- メーカー＝コトブキシステム（ケムコ）
- リリース＝1988年12月21日

プレイヤーはラインハルトとなり、同盟首都ハイネセンの攻略を目指す。オーベルシュタインやマリーンドルフ（ヒルダ）が艦隊司令だったり、本作オリジナルのハウサー提督なる者が登場したり、同盟もキャゼルヌやパトリチェフが艦隊司令だったりと、原作に忠実とは言いがたい。しかし、速度の異なる艦隊の移動計画や、侵攻ルートの確立、橋頭堡となる惑星の占領確保など、意外とやりこみ要素も多い。PCゲーム版に準拠した作品が多いシリーズ他作品と比べ、非常に独特なゲームとなっている。通常、提督の能力は艦隊の移動速度のみの違いとなっているが、それに加えヤンのみが特別な能力を持っており、ヤン艦隊と同じ星域にいる全ての同盟艦隊は戦力が1.5倍扱いになる。（仮に総兵力が50000隻だった場合、75000隻として換算される）このため、ヤンを含めた艦隊を同程度の兵力で撃破するのは非常に難しい。また著しく戦況が不利になると、副官のキルヒアイスが「無様な姿を歴史に残すより、いさぎよく自爆装置であるリセットボタンを押される方が良いのではないでしょうか」などとんでもない発言をする事もある。

#### スーパーファミコン版
銀河英雄伝説
- メーカー＝徳間書店インターメディア
- リリース＝1992年9月25日

帝国、同盟どちらでもプレイ可能。PC版のII以前に似た、シナリオ・クリア式の戦術ゲーム。基本的にストーリーをなぞる様に進むが、選択肢次第ではキルヒアイスを存命させたり、バーミリオンでラインハルトやヤンが戦死する場合もある。ただし、この3人を除いて、原作でその戦闘では死ななかったキャラクター（例：アスターテでメルカッツやパエッタ）を戦死させることはできず、反面、原作で死んだキャラクター（例：アスターテでのエルラッハやムーア）を生存させることも可能。ラップがアスターテを生き残れば、その後の戦闘でヤンのマスクデータが上がるが、他のキャラクターの生死はイベント・能力値に影響しない。また、どうプレイしてもガイエスブルク要塞から脱出できずにケンプは死ぬ。同盟軍プレイ時・バーミリオン会戦における、トリューニヒトによる停戦命令への選択肢（停戦するか、戦闘継続か）も存在。

#### セガサターン版
銀河英雄伝説
- メーカー＝徳間書店
- リリース＝1996年12月6日

PC版のIIIに近い、全体星系マップを自由に侵攻し、敵との接触・戦闘時に戦術モードになる形式のゲーム。ただし、内政コマンド等はない。艦隊決戦ではリアルタイムでの操作。艦隊が全滅しても首都星で指揮官は復活できるが、ブラックホールに落ちた場合は復活しない。各艦隊には3名までの参謀を加えることができ、指揮官の不足した能力を補わせることができる、「士気」の上限値が司令官の「統率」と同じ、戦闘を続けると士気が落ち戦闘不能となるなど、パソコン版 III・IV と同じシステム。
原作イベントが次々起こるなど、原作第5巻までに忠実な展開で、イベントではアニメ版ムービーが使用されている。その分、イベントが起きないと敵の首都星に攻め込めないなどの制約もある。ゲーム中盤で「内戦」が必ず起き、相性値によって各提督がランダムにクーデター側に付くか、味方に付くか分かれる。リップシュタット戦役では、ロイエンタールが貴族連合につく場合もある。製作はパソコンと同じマイクロビジョン。
銀河英雄伝説 PLUS
- メーカー＝徳間書店
- リリース＝1997年10月23日

上記のセガサターン版の銀河英雄伝説のパワーアップバージョン。システム改善の他、イベント時にアニメ版のキャストによる音声がついた。（開発時すでにヤン役の富山敬は亡くなっていたが、アニメの音声を抜き出して使用されている）また、帝国・同盟のメインシナリオのほかに、ショートシナリオ「アスターテ星域会戦」やミドルシナリオ「リップシュタット戦役」がプレイできる「シナリオ・モード」も登場した。
ユーザーの「難易度が低い」と言う声を受けて、星系ルートを複雑にしたり、途中星系での「補給」をなくすなど、余計な手を入れたせいで、クリアしにくくなってしまった。首都星でないと補給できないため、敵首都星の目前で息切れしてしまい、補給が切れると、いちいち遠く離れた首都星に戻らなければならないため、敵味方がそれ以上前へ進めない「千日手」状態になる。

#### PlayStation版
銀河英雄伝説
- メーカー＝徳間書店
- リリース＝1998年5月28日

上記のセガサターンソフトのPlayStation版。
ちびキャラゲーム銀河英雄伝説 ストラップ付
- メーカー＝徳間書店
- リリース＝1999年5月27日

ディフォルメされた銀英伝キャラ（ちびキャラのヤンストラップ付・ラインハルトストラップ付）を使用した、すごろくなどのミニゲーム集。各ゲームのエンディングとして、ちびキャラによる新作のミニアニメなどもいくつかついている。（キャストはアニメ版同様）
クリックまんが銀河英雄伝説1
- メーカー＝徳間書店
- リリース＝1999年9月30日

クリックまんが銀河英雄伝説2
- メーカー＝徳間書店
- リリース＝1999年11月18日

### オンラインゲーム版

#### 銀河英雄伝説ブラウザ
ゲームオンが徳間書店とグローバル独占ライセンス契約。オンラインゲームを開発していたが開発を中止。

#### ソーシャルゲーム
原作アニメのストーリーをそれぞれの視点から忠実に再現し、登場人物や、戦艦、ストーリー中の名場面など、多数のカードが登場する。入手したカードでデッキを編成し、他のプレイヤーと対戦する。「帝国編」のプレイヤーと「同盟編」のプレイヤーが対戦しランキングを競う定期的に期間限定イベント会戦の開催もあり、異なるアプリ間同士でのバトルという異色の取り組みも行われた。
また本作ではエンディングが存在しており、一定期間経過するとゲームの進行状況に応じて様々なエンディングを迎えた。再スタート時はクエストの進行状況やレベルなどはリセットされるが、カードやカードの熟練度、ガチャ券、アイテム、階級、資金などが引き継がれた。
- GREE版『銀河英雄伝説 〜銀河帝国編〜』（2012年3月16日、ダーツライブゲームズ）[4]
- GREE版『銀河英雄伝説 〜自由惑星同盟編〜』（2012年4月23日、ダーツライブゲームズ）[5]
- mobage版『銀河英雄伝説 〜銀河帝国編〜』（2012年10月22日、ダーツライブゲームズ）[6]
- mobage版『銀河英雄伝説 〜自由惑星同盟編〜』（2012年11月13日、ダーツライブゲームズ）[7]

#### 銀河英雄伝説タクティクス
DMMゲームスより供給されているオンラインゲーム。2016年1月21日にプレオープンし、同28日に正式オープンした。2017年2月28日サービス終了。
特定のエリア内での艦隊戦を行う『作戦』と、任意の地域に艦隊を派遣する『出兵』があり、プレイヤーは功績を重ねて昇進しつつ同時にポイントに相当するアイテムを獲得して艦隊やキャラクターの獲得や強化を行う事が出来る。このポイントは課金による購入も可能。ゲームを進めると本伝のストーリーに沿う形でプレイ出来る星域やエリアが拡大していく。

#### 銀河英雄伝説 戦いの輪舞曲
CTWによって開発され、同社のプラットフォームのG123より供給されているオンラインゲーム。2023年6月29日にサービス開始。
「旧作　銀河英雄伝説」を元に製作された。ジャンルはシミュレーションゲームである。

#### 銀河英雄伝説 Die Neue Saga
Aimingによる2010年代後半から随時公開中のアニメ作品『銀河英雄伝説 Die Neue These』を基にした初のスマートフォンゲーム。ジャンルは「ストラテジー（戦略）ゲーム」と公表されている。2024年内に配信を予定しており2024年3月14日〜3月24日にクローズドβテストが実施された。2024年10月2日に正式にリリース。遅れて、2024年12月19日よりPC版（Windows版）の配信も開始された。クロスプレイに対応しており、スマートフォンとPC（Windows）を切り替えてプレイ可能となっている。

## アナログゲーム
ボードゲーム
ツクダホビーよりウォー・シミュレーションゲーム「銀河英雄伝説」シリーズとして数種類が発売されたが、絶版となっている。
- 『アスターテ・アムリッツァ会戦』
- 『リップシュタット戦役』（シャンタウ星域の会戦以外は一方的な戦いが再現されるようなシステムとなっている。）銀河英雄伝説第2巻の中で起きた宇宙艦隊戦闘を再現,シナリオ3「アルテナ会戦」,シナリオ4「ドーリア星域の戦い」,シナリオ5「キフォイザー星域の戦い」,シナリオ6「シャンタウ星域での対峙」,シナリオ7「ガイエスブルク会戦」
- 『イゼルローン要塞』
- 『ラグナロック作戦』
- 『バーミリオン会戦』--5巻の宇宙艦隊戦をテーマとしたランテマリオ会戦からバーミリオン会戦まで7本のシナリオを収録。
- 『ブリュンヒルト』---アムリッツア会戦における宇宙艦隊戦をテーマとし10本のシナリオを収録。

カードゲーム
徳間書店より、カードゲーム「銀河英雄伝説 帝国の進撃 Die Operation Ragnaroek」が発売されていた。ラグナロック作戦に参加した提督の一人として、いち早く同盟首都を占領することを目的としているゲーム。ただしシステムとしては、ウォー・シミュレーションゲームではなく、ミールボーンズ系カード・ゲーム(ゴールまでの距離を他者より早く獲得する事を目的とし、任意のプレイヤーを妨害し自身の進行を優位に進めるゲーム)であり、障害(同盟艦隊等)を艦隊カード数のダイスで勝つことで進めるのが特徴である。また、提督が戦死しても提督なし(プラス修正なし)でゲームを続けられ、別の提督が得られればその提督としてゲームを進めることになる。
なお、正式なタイトルは「カードブック 銀河英雄伝説 帝国の進撃 Die Operation Ragnaroek」であり、流通上は書籍扱いである。
- ISBN 978-4-19-475027-9（1992年12月20日発行）

## パチンコ

### CR銀河英雄伝説（2007年）
2007年10月9日、メーカーは平和。

#### 絵柄
通常・確変時
- 確変絵柄
1. ユリアン・ミンツ（声：佐々木望）
3. ヤン・ウェンリー（声：郷田ほづみ）
5. アンネローゼ・フォン・グリューネワルト（声：潘恵子）
7. ラインハルト・フォン・ローエングラム（声：堀川亮）
9. ジークフリード・キルヒアイス（声：広中雅志）
- 通常絵柄
2. ウォルフガング・ミッターマイヤー（声：森功至）
4. オスカー・フォン・ロイエンタール（声：若本規夫）
6. ワルター・フォン・シェーンコップ（声：羽佐間道夫）
8. ダスティ・アッテンボロー（声：井上和彦）

時短時
- 確変絵柄
1. トリグラフ
3. ヒューベリオン
5. ベイオ・ウルフ
7. ブリュンヒルト
9. バルバロッサ
- 通常絵柄
2. ワルキューレ
4. 帝国軍艦隊
6. スパルタニアン
8. 同盟軍艦隊

#### スペック
CR銀河英雄伝説H1AX
- 大当たり確率
  - 低確率：1/315.0
  - 高確率：1/31.5
- 確変割合：60%
- 大当たりラウンド：2R or 15R9C
- 賞球数：3&3&10&13
- 時短：大当たり終了後100回

CR銀河英雄伝説H9AX
- 大当たり確率
  - 低確率：1/399.6
  - 高確率：1/39.9
- 確変割合：70%
- 大当たりラウンド：2R or 15R9C
- 賞球数：3&3&10&13
- 時短：大当たり終了後100回

### CR銀河英雄伝説（2013年）
2013年1月、エース電研 (aaa) から発売。

## パチスロ
- 銀河英雄伝説（2009年、ミズホ）

## 評価
SFC版はファミコン通信クロスレビューでは6、6、5、4の26点。レビュアーはルールはシンプルで親切だが完全にストーリー重視なSLGで原作を知らなくてもパターンは把握できるが詳細なキャラ設定など感情移入するまでの障害が多過ぎる、戦闘にあまり意味がないようで物語を進めるために答えの決まっている戦いをしている踊らされているような気がする、現在の状態を把握しにくいなどインターフェイスが全体的にショボい、原作を読んでから遊ぶのがよくて知らないとストーリー頼りの単調なゲームという感じがする、原作というバックボーンがないとよくあるシミュレーションであり原作の魅力を引き出せているかも疑問だとした。